# JQuery Mobile
jQuery Mobile (Schreibung nur im Logo: jQuery mobile) ist eine freie JavaScript-Bibliothek, die speziell für die Bedürfnisse für mobile Applikationen entwickelt wurde. Sie baut auf dem JavaScript-Framework jQuery auf und passt das Framework auf die Erfordernisse von Applikationen und Webseiten an, die auf Smartphones und Tablets laufen sollen.

## Funktionen
jQuery Mobile ist mit den meisten mobilen Betriebssystemen wie Android, Apple iOS und Microsoft Windows Phone kompatibel. Mit Hilfe von Apache Cordova können hybride Applikationen für mobile Endgeräte erstellt werden, die auch auf Programmierschnittstellen der Betriebssystem zugreifen und damit z. B. über die App-Stores der Hersteller vertrieben werden können und die gerätespezifische Funktionen mitbenutzen können, was für normale Webanwendungen nicht oder nur schwer möglich ist. Auch werden Ereignisse (englisch events) auf mobilen Endgeräten oft anders ausgeführt und abgearbeitet als Ereignisse bei einem Webbrowser eines Desktop-Computers. So gibt es zum Beispiel auf einem Mobilgerät oder einem Tablet keine hover-Mausereignisse, dafür aber manche Gesten (gestures) wie wischen (swipe); für weitere Gesten (drehen (rotate), spreizen (pinch), Mehrere-Finger-Ereignisse … sowie für das Auslesen von Kompass-, GPS- und Bewegungsdaten und von Bildern und Filmen der Kamera) kann die Nutzung einer gesonderten JavaScript-Bibliothek wie z. B. PhoneGap/Cordova nötig sein.
Die mitgelieferten Cascading Style Sheets (CSS) sind eigens für mobile Geräte angepasst. Durch diese CSS ist es möglich, für mobile Geräte Webseiten, die Betriebssystem-nahen Applikationen ähneln, einfacher zu erstellen. Dabei setzt jQuery Mobile, um Seiteninhalte nachzuladen, konsequent auf Ajax.
Die Weiterentwicklung des Projekts wurde im Oktober 2021 zu Gunsten von jQuery UI eingestellt. Das Repository von jQuery Mobile wurde auf GitHub archiviert.